# Erika Buenfil
Erika Buenfil, eredeti nevén Teresa de Jesús López (Monterrey, Új-León, Mexikó, 1964. november 23.) mexikói színésznő, énekesnő.

## Magánélete
2005-ben született meg a kisfia, aki a Nicolás de Jesús nevet kapta.

## Filmográfia

### Telenovellák
- Acompáñame  (1978)
- La Ilama de tu amor (1979)
- Lágrimas negras: Verónica (1979)
- El amor Ilegó más tarde (1979)
- Aprendiendo a amar: Natalia (1979)
- Añoranza  (1979)
- Conflictos de un médico  (1980)
- Ambición: Iris  (1980)
- El derecho de nacer  ...  Cristina del Junco   (1981–1982)
- XE-TU ... Házigazda (1982)
- El maleficio  ...  Vicky de Martino  (1983–1984)
- Angelica  ... Angélica Estrada (1985)
- El engaño  ... Marcela  (1986)
- Amor en silencio  ...  Marisela / Ana (1988)
- Vida robada  ...  Leticia / Gabriella  (1991–1992)
- Mujer, casos de la vida real ... Patricia Ramirez / Martha Carolina (1995–2003)
- Marisol  ...   Marisol Garcés del Valle / Verónica Soriano (1996)
- El alma no tiene color  ... Diana Alcantára (1997)
- Tres mujeres  ...  Barbara Uriarte Saradi Espinosa (1999–2000)
- Carita de ángel  ...  Policarpia 'Poly' Zambrano (2000)
- Así son ellas (Virágok klubja)  ... Dalia Marcelin  (2002–2003)
- Amarte es mi pecado ...  Gisela López Monfort (2004)
- Corazones al límite  ...  Pilar De La Reguera (2004)
- Duelo de pasiones   ... Soledad Montellano (2006)
- Amor sin maquillaje  ...  Laura  (2007)
- Tormenta en el Paraíso  ...  Patsy Sandoval (2007–2008)
- La rosa de Guadalupe ... Cielo (2008)
- Mañana es para siempre (Mindörökké szerelem)  ... Monserrat Rivera de Elizalde  (2008) (Magyar hang: Menszátor Magdolna)
- Los simuladores ... Sra. Valdéz (2009)
- Mar de amor (A szerelem tengere)  ... Casilda de Briceño  (2009–2010) (Magyar hang: Menszátor Magdolna)
- Triunfo del amor (Marichuy – A szerelem diadala)  ... Antonieta Orozco (2010–2011) (Magyar hang: Farkasinszky Edit)
- Amores verdaderos (Rabok és szeretők) ... Victoria Balvanera Gil de Brizz / de Arriaga  (2012–2013) (Magyar hang: Vándor Éva)
- La Gata / A Macska)  ... Blanca de la Santacruz / 'Fela (La loca)' (2014) (Magyar hang: Vándor Éva)
- A que no me dejas (Ne hagyj el!) ... Angélica Medina (2015–2016) (Magyar hang: Csere Ágnes)
- La doble vida de Estela Carrillo ... Mercy Cabrera (2017)
- Por amar sin ley ... Camila Balcázar (2019)
- Te doy la vida (Tiéd az életem) ... Andrea Espinoza (2020) (Magyar hang: Frajt Edit)
- Selena: The Series ... Cristina Saralegui (2020)
- La mexicana y el güero  ... Dr. Mónica Traven (2020–2021)
- A múlt börtönében ... Carmen Medina (2021) (Magyar hang: Frajt Edit)
- Perdona nuestros pecados ... Estela Cáceres (2023)

### Filmek
- El sexo de los ricos ... Chica (1981)
- Cosa fácil ... Amiga de Elena (1982)
- Cementerio del terror ...  Leena  (1985)
- Noche de terrock y brujas ... Chelo Derecho (1987)
- Cita con la muerte ... Julieta (1989)
- Grave Robbers ... Rebeca de la Huerta (1989)
- El prófugo ... Karla (1989)
- Of Boys and Planes ... Anya (2014)

## Diszkográfia
- Despertar al Amor
- Se Busca un Corazón
- A soy mujer
- Cerca de Ti
- Bónusz Számok:
- Despertar al Amor
- Despertar al Amor